# Sesto 1º Maggio FS
Sesto 1º Maggio FS is een metrostation in de Italiaanse stad Milaan dat werd geopend op 28 september 1986 en wordt bediend door lijn 1 van de metro van Milaan.

## Geschiedenis
In 1986 werd de Milanese metro vanaf de gemeentegrens bij Sesto Marelli doorgetrokken tot het spoorwegstation van Sesto San Giovanni Het nieuwe eindpunt kreeg een eilandperron voor vertrekkers en een zijperron voor uitstappers aan de kant van het spoorwegstation. Op 15 juni 2012 begon een proef met perrondeuren die als eerste langs spoor 1 en een jaar later ook langs spoor 2 werden aangebracht, waarmee beide zijden van het eilandperron waren voorzien. Spoor 3 voor de uitstappers kreeg geen perrondeuren, langs spoor 2 werden ze in april 2019 en langs spoor 1 in mei 2019 verwijderd. De verlenging van de lijn naar Monza is in aanbouw.

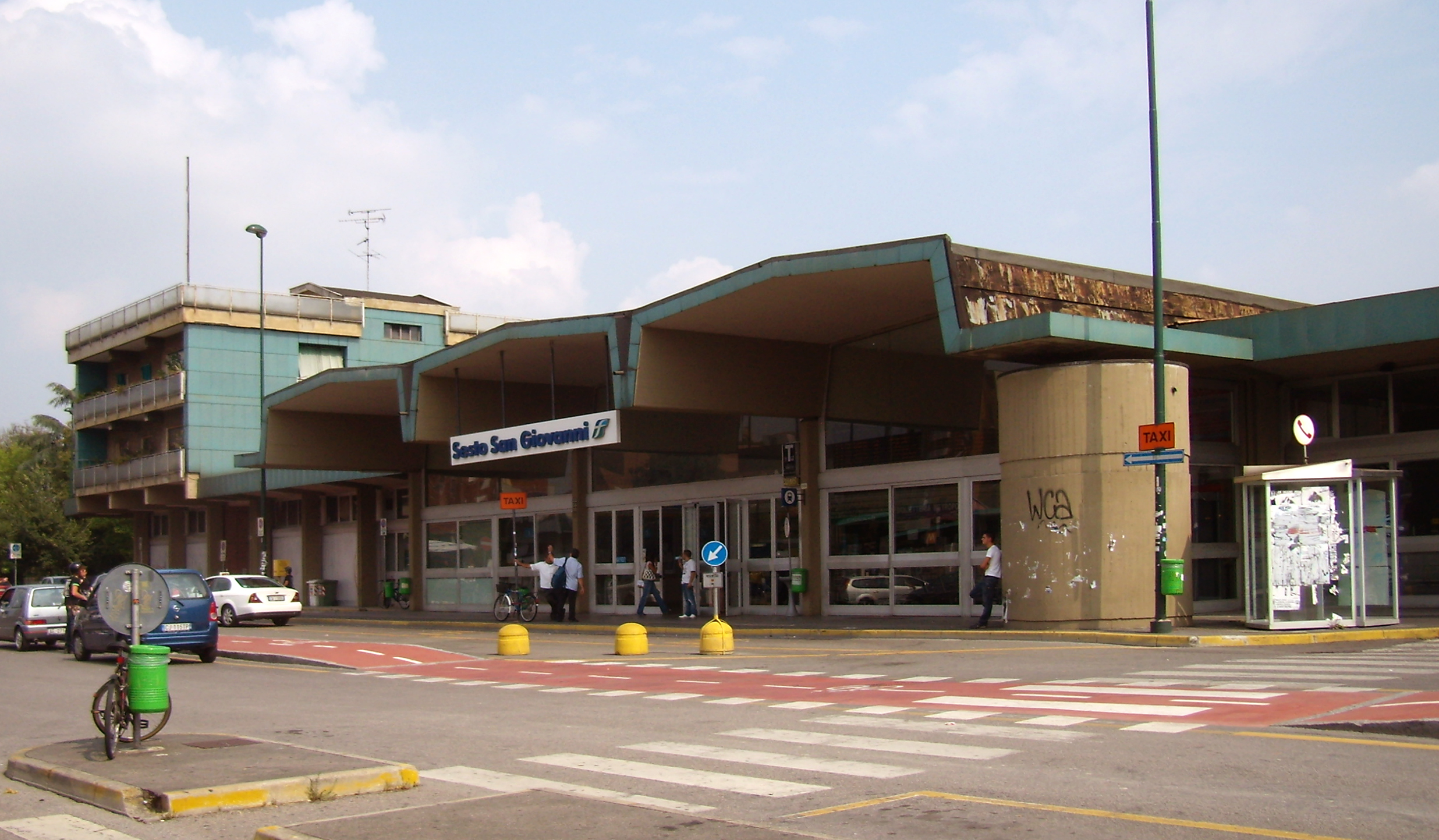
Bovengronds: station Sesto San Giovanni
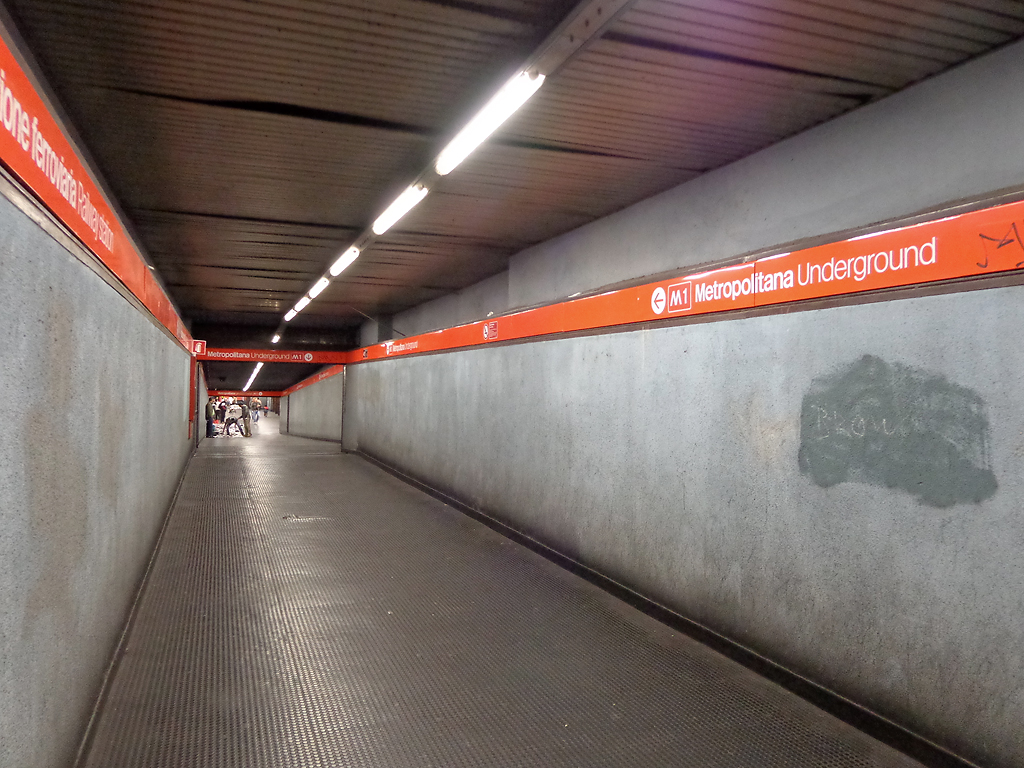
De tunnel tussen de verdeelhal en de perrons langs de spoorlijn
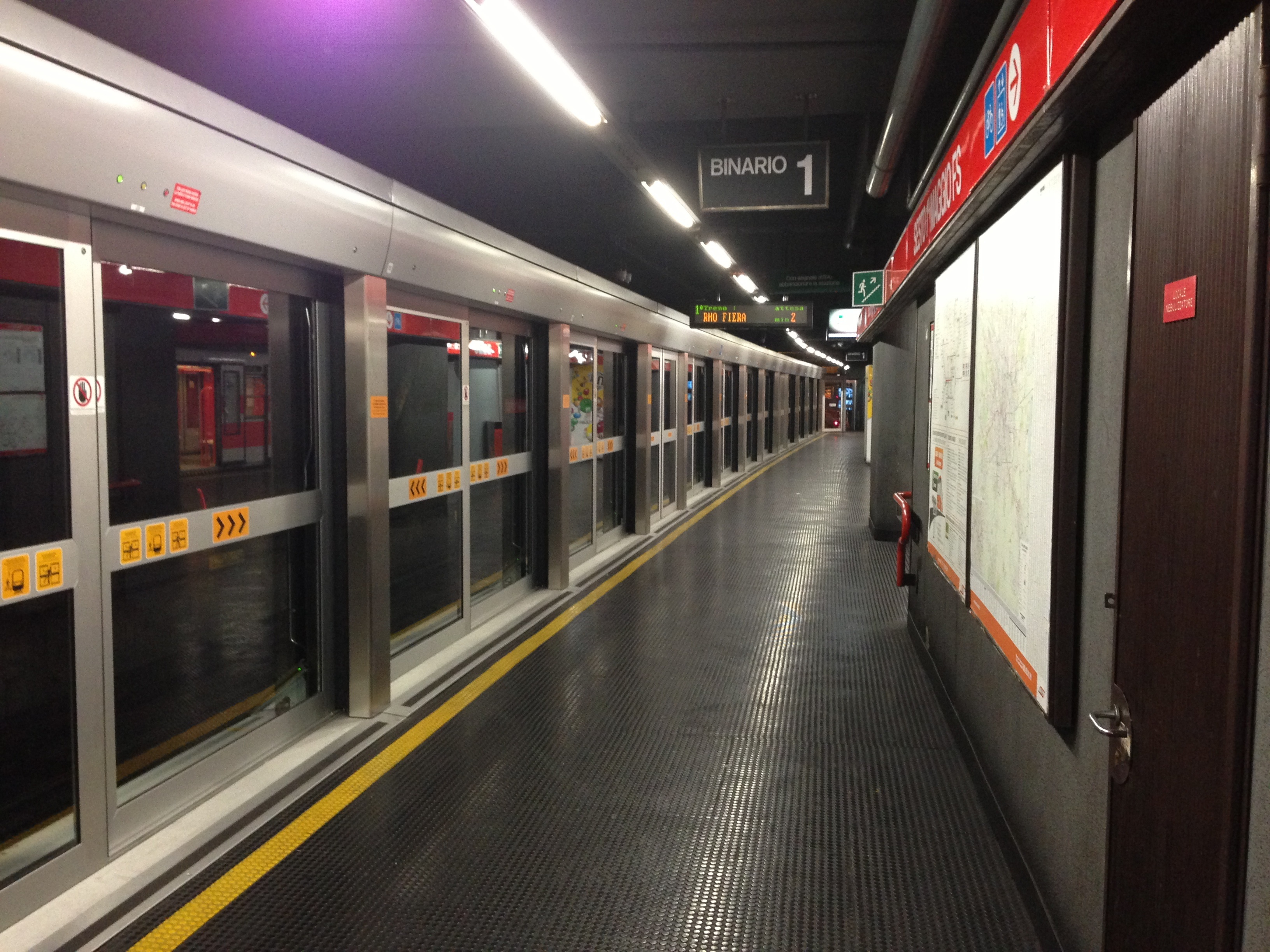
Perrondeuren op proef langs spoor 1

## Ligging en inrichting
Het station ligt onder het stationsplein van Sesto San Giovanni, de Piazza primo Maggio, waar het ook zijn naam aan dankt. Het is niet gebouwd volgens het standaardontwerp maar kent een extra vertrekspoor. ook zijn er extra (rol)trappen tussen verdeelhal en de perrons. Ten noorden van de perrons liggen drie kopsporen die door overloopwissels vanaf alle sporen bereikbaar zijn. Aan de zuidkant liggen ook overloopwissels waarmee aankomende metro's ook op spoor 2 kunnen binnenrijden. De verdeelhal is vanaf het station rechtstreeks bereikbaar door een tunnel in het verlengde van de reizigerstunnel naar de perrons langs de spoorlijn. De toegangen naar de straat liggen vlak ten zuiden van de Via Monte Grappa aan weerszijden van de Viale Antonio Gramsci en bij het busstation op het noordelijke deel van het stationsplein. 

## Reizigersverkeer
Omdat het station buiten de gemeente Milaan ligt is het sinds 1 juli 2019 onderworpen aan de nieuwe tarieven van Milaan en Monza/Brianza met aanvullend ticket Mi1 Mi3. Bovengronds is een busstation voor zowel stadsbussen van ATM als streekbussen van Nord-Est Trasporti en Brianza Trasporti. Naast de treinen van het landelijke net doen ook de lijnen S7, S8, S9 en S11 van het stadsgewestelijk net (suburbane) het spoorwegstation aan.